# Upplands runinskrifter 972
Runinskrift U 972 är en numer försvunnen runsten från Gnista som är känd genom en avbildning av Johan Peringskiöld.

## Stenen
Stenens höjd är cirka 1,65 meter och bredden cirka 1,45 meter. Runstenen omtalas som nyfunnen av Peringskiöld i hans "Monumenta Uplandica" (1710); teckningen är signerad den 29 augusti 1709. Olof Celsius såg stenen den 19 september 1727. Numer är stenen försvunnen. Området vid Gnista utgörs idag av en gräsbevuxen kulle mitt ute på en golfbana. Vid en arkeologisk undersökning 1976 undersökte Upplandsmuseet tre brandgravar från 900-talet vid landsvägen norr om Gnistahögen. Fyndmaterialet var mycket rikt och utgjordes av bland annat svärd, hästutrustning, dräktdetaljer, pilspetsar, pärlor, sköldbuckla och keramik. Själva högen blev undersökt 2013.

## Inskriften (enligt Peringskiöld)
Translitterering av runraden:
[(i)(n)k(i)u(a)r uaþ trofast · uk usrik × litu × rita × stain × at · trk-k-a kuþan · sturbiurn ×]
Normalisering till runsvenska:
Ingvarr(?) ok Trofastr(?) ok Husrikʀ(?)/Osrikʀ(?) letu retta stæin at dræng(?) goðan, Styrbiorn(?).
Översättning till nusvenska:
... läto resa stenen efter . . . gode. Styrbjörn (?)

## Tolkningar
Peringskiöld: "Ingwar och Trofast samt Husrik låto skrifwa på Steen åt then goda Hielten Styrbiörn."
Peringskiölds läsning av inskriften kan vara påverkad av att han här trott sig finna ett monument över sagornas berömde Styrbjörn starke. Namnen Trofast och Husrik är möjligen konstruktioner av Peringskiöld, medan namnet Styrbjörn är känt från andra svenska runinskrifter.
Liljegren: "Ingwar och Göt (?)-fast och Usrik läto rita sten efter den bland kämpar gode Styrbjörn."